# Memoria
"Memoria" là một bài hát của nhóm nhạc nữ Hàn Quốc GFriend. Bài hát được phát hành bởi King Records vào ngày 10 tháng 10 năm 2018, thông qua King Records, với tư cách là bài hát chủ đề và là đĩa đơn tiếng Nhật đầu tiên của nhóm.

## Sáng tác
Bài hát được mô tả bởi Tamar Herman của Billboard, như một "bài nhảy hăng hái", "trả lại cho GFriend phong cách synth-pop ngọt ngào như các bản phát hành trước kia". Thêm vào đó là "bản nhạc dẫn đầu với những bản nhạc tổng hợp và nhạc cụ nhẹ nhàng trước khi xây dựng một cao trào hợp xướng hoành tráng, thay đổi nhịp điệu được giới thiệu bởi những chuỗi sáng và hòa âm duyên dáng khi sáu người phụ nữ cất giọng hát".

## Phát hành
Đĩa đơn được phát hành trong ba phiên bản: Regular, Limited Type A và Limited Type B. Nó cũng được phát hành dưới dạng EP kỹ thuật số.

## Tác động thương mại
Đĩa đơn ra mắt ở vị trí số 5 trên Oricon Singles Chart trong ngày đầu tiên và đạt vị trí số 2 trong ngày thứ ba với 1,704 bản được bán ra.
Memoria ra mắt ở vị trí thứ 6 trên bảng xếp hạng Oricon Singles trong tuần đầu tiên, với 16,602 bản sao được bán. Bài hát cũng đã ra mắt ở vị trí thứ 13 trên Billboard Japan Hot 100, đứng ở vị trí số 5 trên Top Singles Sales, với doanh số ước tính 16,880.
"Memoria" là đĩa đơn bán chạy thứ 31 trong tháng 10 năm 2018 với 17,593 bản được bán.

## Video âm nhạc
Một video âm nhạc cho "Memoria" đã được phát hành vào ngày 19 tháng 9 năm 2018. Video có sự tham gia của nhóm khi họ mơ về những ngày của mình, trước khi thức dậy trong một thế giới thay đổi đôi chút đầy hào nhoáng, nghệ thuật, thiên thần và hơn thế nữa trước khi tất cả cùng nhau tụ hợp trên một mái nhà. Đối với các cảnh quay vũ đạo, các thành viên tặng nhiều loại váy có họa tiết kẻ sọc khi họ thực hiện thói quen lấy cảm hứng từ múa ba lê.

## Danh sách bài hát
| STT              | Nhan đề                                           | Phổ lời                   | Phổ nhạc                  | Sản xuất                     | Thời lượng |
| ---------------- | ------------------------------------------------- | ------------------------- | ------------------------- | ---------------------------- | ---------- |
| 1.               | "Memoria"                                         | Carlos K.                 | Carlos K. JOE             | Carlos K. Ryo ‘Lefty’ Miyata | 4:10       |
| 2.               | "Time for the Moon Night" (夜; JP ver.)           | Noh Joo-hwan Lee Won-jong | Noh Joo-hwan Lee Won-jong | Noh Joo-hwan Lee Won-jong    | 3:49       |
| 3.               | "Memoria" (Instrumental)                          |                           | Carlos K. JOE             | Carlos K. Ryo ‘Lefty’ Miyata | 4:09       |
| 4.               | "Time for the Moon Night" (JP ver.; Instrumental) |                           | Noh Joo-hwan Lee Won-jong | Noh Joo-hwan Lee Won-jong    | 3:48       |
| Tổng thời lượng: | Tổng thời lượng:                                  | Tổng thời lượng:          | Tổng thời lượng:          | Tổng thời lượng:             | 15:56      |

| Limited Edition Type A (DVD) | Limited Edition Type A (DVD)         | Limited Edition Type A (DVD) |
| STT                          | Nhan đề                              | Thời lượng                   |
| ---------------------------- | ------------------------------------ | ---------------------------- |
| 1.                           | "Memoria" (Video âm nhạc)            |                              |
| 2.                           | "Memoria" (Hậu trường video âm nhạc) |                              |

## Bảng xếp hạng
| Bảng xếp hạng (2018)     | Vị trí cao nhất |
| ------------------------ | --------------- |
| Nhật Bản (Oricon)        | 6               |
| Nhật Bản (Japan Hot 100) | 13              |